# Landrú
Pour les articles homonymes, voir Landru (homonymie) et Colombres.
Landrú, de son vrai nom Juan Carlos Colombres (1923-2017) est un dessinateur argentin, surtout connu pour ses dessins d'humour. Il a notamment créé le magazine satirique Tía Vicenta (es) (1957-1979), diffusé à plusieurs centaines de milliers d'exemplaires dans les années 1960, et été dessinateur de presse au quotidien Clarín de 1972 à 2007.